# Louka Prip
Louka Prip, né le 29 juin 1997 à Hvidovre au Danemark, est un footballeur danois qui joue au poste d'ailier gauche.

## Biographie

### Hvidovre IF
Né à Hvidovre au Danemark, Louka Prip est formé par le club de sa ville natale, le Hvidovre IF. Il fait ses débuts en équipe première à 17 ans, alors que le club évolue en troisième division danoise. Le club est promu à l'issue de la saison 2017-2018, et Prip fait ses débuts en deuxième division la saison suivante.

### AC Horsens
Le 14 janvier 2019, lors du mercato hivernal, Louka Prip est recruté par l'AC Horsens, avec qui il s'engage pour un contrat courant jusqu'en décembre 2022. Il joue son premier match sous ses nouvelles couleurs le 10 février 2019, contre l'Hobro IK en championnat. Il entre en cours de partie lors de cette rencontre, qui se solde par un match nul (0-0).
Lors de la saison 2019-2020, il inscrit cinq buts en première division danoise (Superliga) avec cette équipe.

### Aalborg BK
Le 18 juin 2021 est annoncé le transfert de Louka Prip à l'Aalborg BK. Le joueur s'engage pour un contrat de quatre ans,. 
Il prend part à son premier match pour l'Aalborg BK le 18 juillet 2021, lors de la première journée de la saison 2021-2022, contre le FC Copenhague au Parken Stadium. Titulaire sur l'aile gauche de l'attaque, Prip se fait remarquer en inscrivant son premier but en ouvrant le score. Finalement, son équipe se fait rejoindre et les deux formations se partagent les points (2-2 score final),. Prip réalise son premier doublé pour Aalborg le 22 novembre 2021, contre SønderjyskE, en championnat. Auteur de deux buts, donc, il délivre également une passe décisive pour Kasper Kusk ce jour-là, et permet à son équipe de s'imposer (1-3 score final).
Il termine deuxième meilleur buteur du championnat avec quatorze réalisations lors de cette saison 2021-2022 et est nommé dans l'équipe-type de la saison dans le championnat danois.

### Konyaspor
Le 21 août 2023, Louka Prip rejoint la Turquie afin de s'engager pour Konyaspor où il signe un contrat de deux ans, plus une année supplémentaire en option.
Prip marque son premier but pour Konyaspor le 8 octobre 2023, contre Hatayspor, en championnat. Titulaire, il inscrit le but égalisateur alors que son équipe est menée d'un but, mais ne peut empêcher la défaite des siens (3-1 score final). Le 28 janvier 2024, Prip se fait remarquer en réalisant son premier doublé pour le club, face à l'İstanbul Başakşehir FK, en championnat. Il ne permet toutefois pas à son équipe de faire un résultat (défaite 2-3 score final).

## Palmarès
Aalborg BK
- Coupe du Danemark :
  - Finaliste : 2022-2023.